# Leonardita
La leonardita és un mineraloide producte de l'oxidació del lignit. És tou, cerós i vitri de color negre o marró. Està associat a la mineria del carbó prop de la superfície. És una font rica en àcid húmic (fins al 90%) i es fa servir com condicionador del sòl i com estabilitzador en el tractament de l'aigua mitjançant resines de bescanvi iònic, en la remediació d'ambients contaminats i com additiu per a perforar pous. Rep el nom d'A. G. Leonard, el primer director del North Dakota Geological Survey, en reconeixement del seu treball en aquests jaciments.

## Formació
La Leonardita es troba ssociada amb jaciments de lignit prop de la superfície. Es creu que s'ha format per oxidació dels lignits.

## Ocurrència
La Leonardita va ser descrita primer als jaciments de lignit de Dakota del Nord. També s'ha descrit la Leonardita arreu del món a Alberta, Canadà, a Achlada i Zeli, Grècia, a Turquia i a Bacchus Marsh, Austràlia.